# ボーデン・バレット
ボーデン・バレット（Beauden Barrett、1991年5月27日 - ）は、ニュージーランド出身のラグビーユニオン選手。

## プロフィール
- ニュージーランド・ニュープリマス出身[1]。
- ポジションはスタンドオフ(SO)、センター(CTB)、フルバック(FB)。
- 身長 187cm、体重 92kg[2]
- ニュージーランド代表キャップは119（2023年12月現在）でラグビーワールドカップ2015・ラグビーワールドカップ2019・ラグビーワールドカップ2023のニュージーランド代表に選ばれた[3][4]。
- U20・7人制のニュージーランド代表に選ばれたことがある[5]。
- 5兄弟の次男坊で弟のスコット、ジョーディーもラグビー選手[6]。
- 2021年6月に自著『BEAUDY ボーデン・バレット 世界王者の司令塔〜頂への道のり』を発売 (ベースボール・マガジン社)[7]。

## 略歴
タラナキ、ハリケーンズを経て、2020年、ブルーズに加入。ブルーズではフルバックとしてプレイ。代わりにO.ブラックなどがフライハーフに入る。
2020年、サントリーサンゴリアス(現・東京サントリーサンゴリアス)に加入。
2021年2月21日にジャパンラグビートップリーグ第1節三菱重工相模原ダイナボアーズ戦に先発出場で日本での公式戦初出場を果たす。同年6月、ブルーズに復帰。
2023年、トヨタヴェルブリッツに加入。2024年5月退団。

## 受賞歴

### ワールドラグビーアワード
- IRPA年間ベストトライ賞: 2013年
- ワールドラグビー年間最優秀選手賞: 2016 - 2017年
- ワールドラグビー男子15人制ドリームチーム:2021年[17]

### トップリーグ
- ジャパンラグビートップリーグ得点王: 2021年 [18]
- ジャパンラグビートップリーグベストフィフティーン: 2021年

## ギャラリー

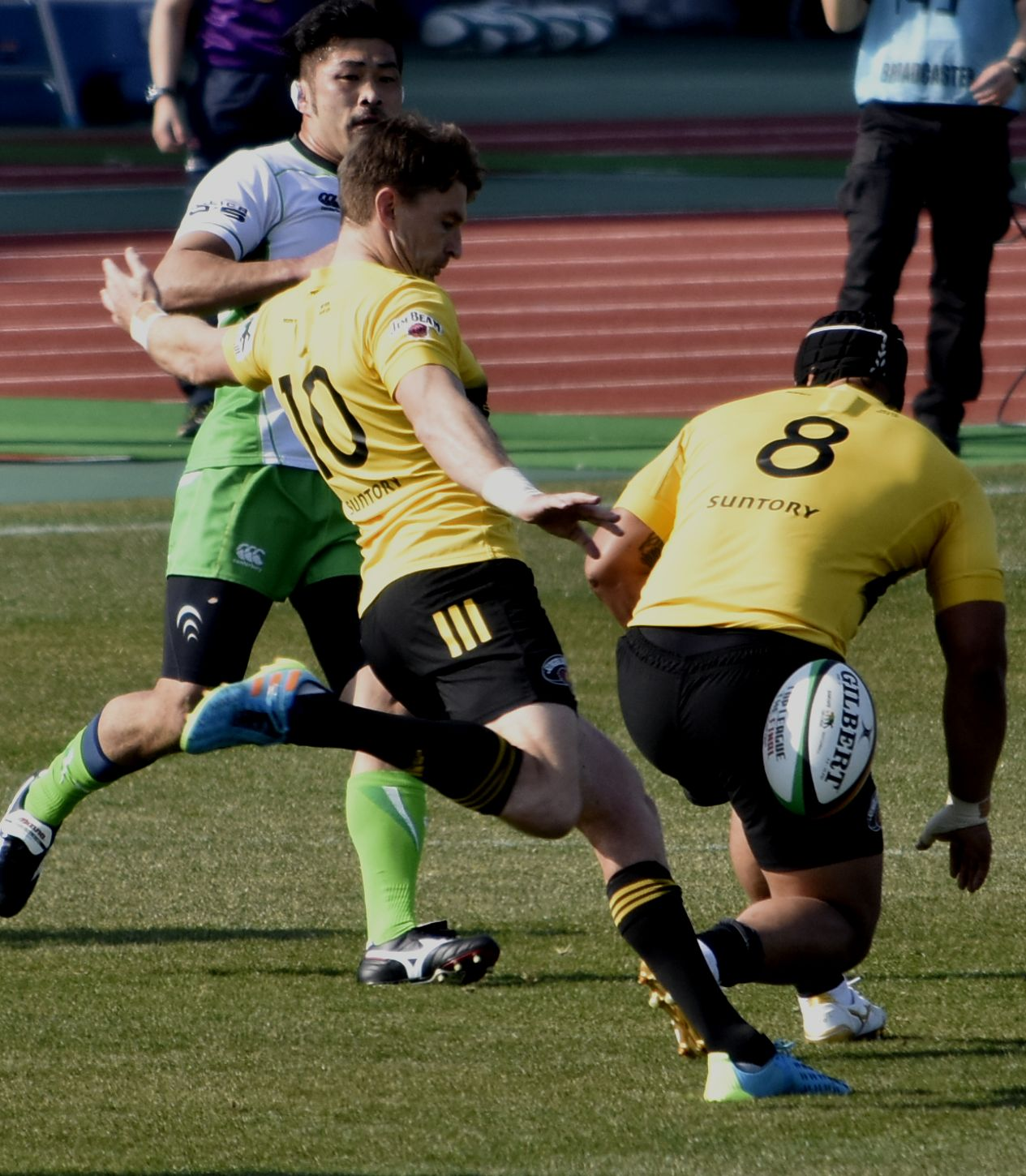
三菱重工相模原ダイナボアーズ戦（相模原麻溝公園競技場 2021年2月21日撮影）
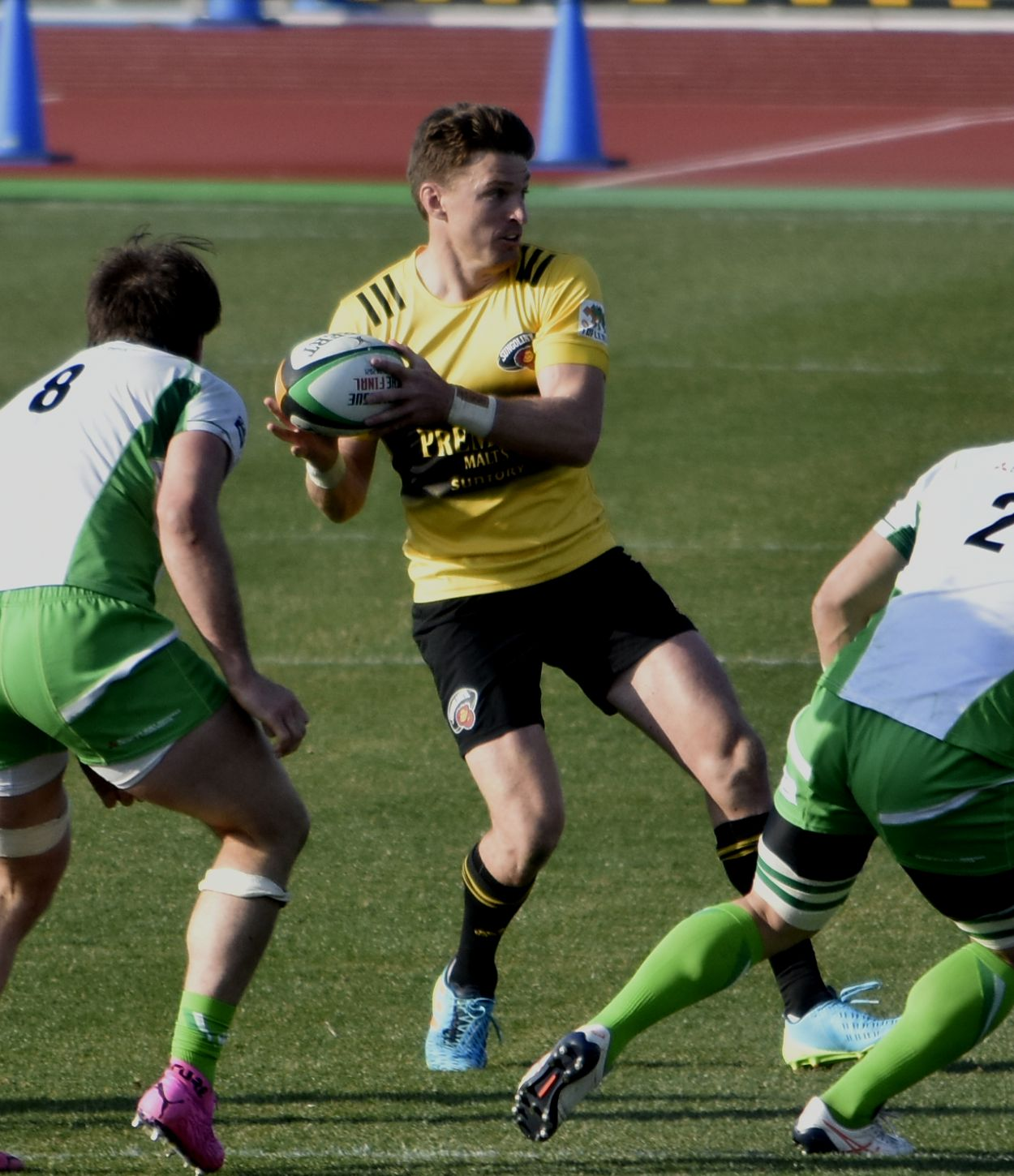
同左
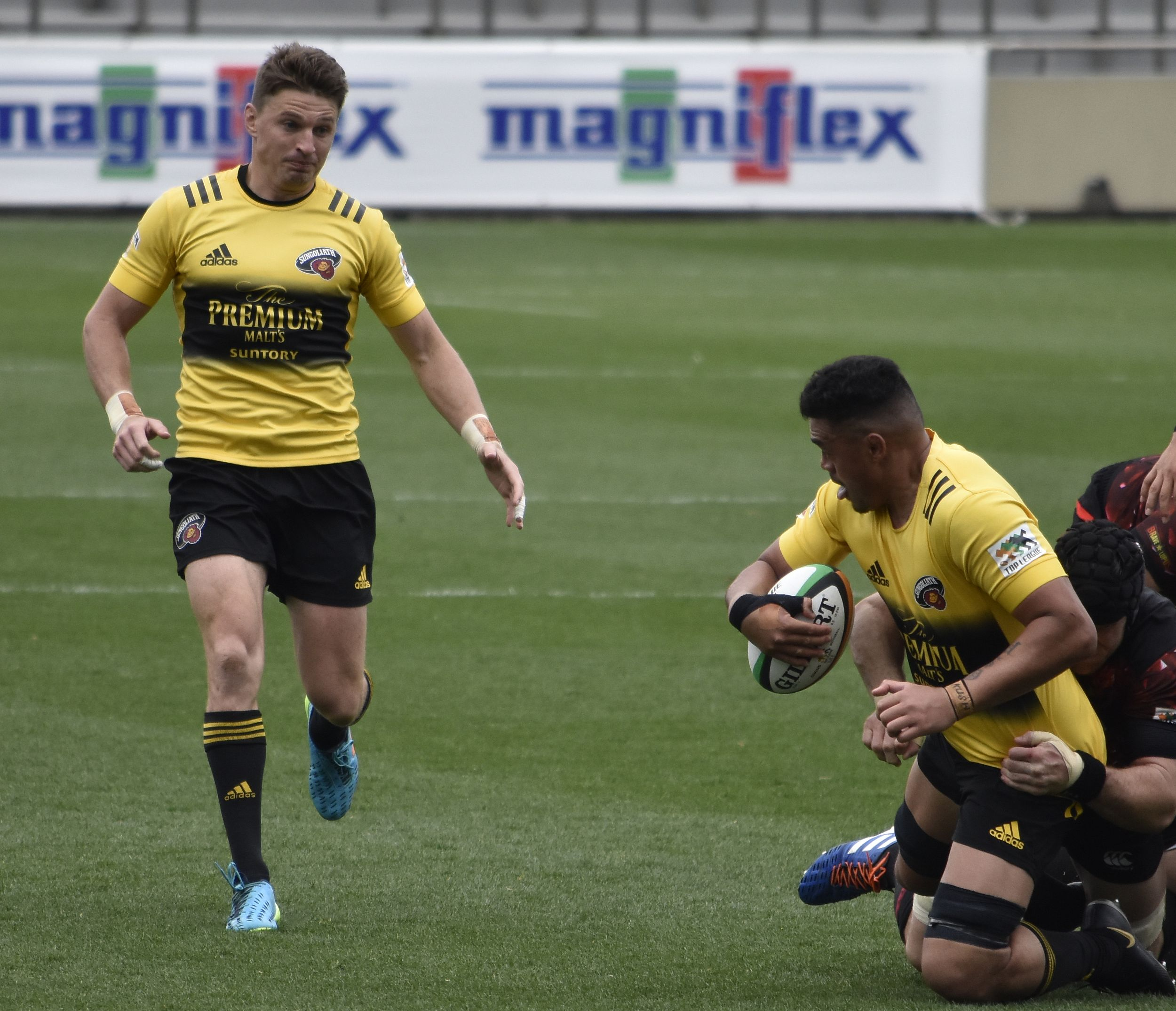
東芝ブレイブルーパス戦（秩父宮ラグビー場 2021年3月20日撮影）
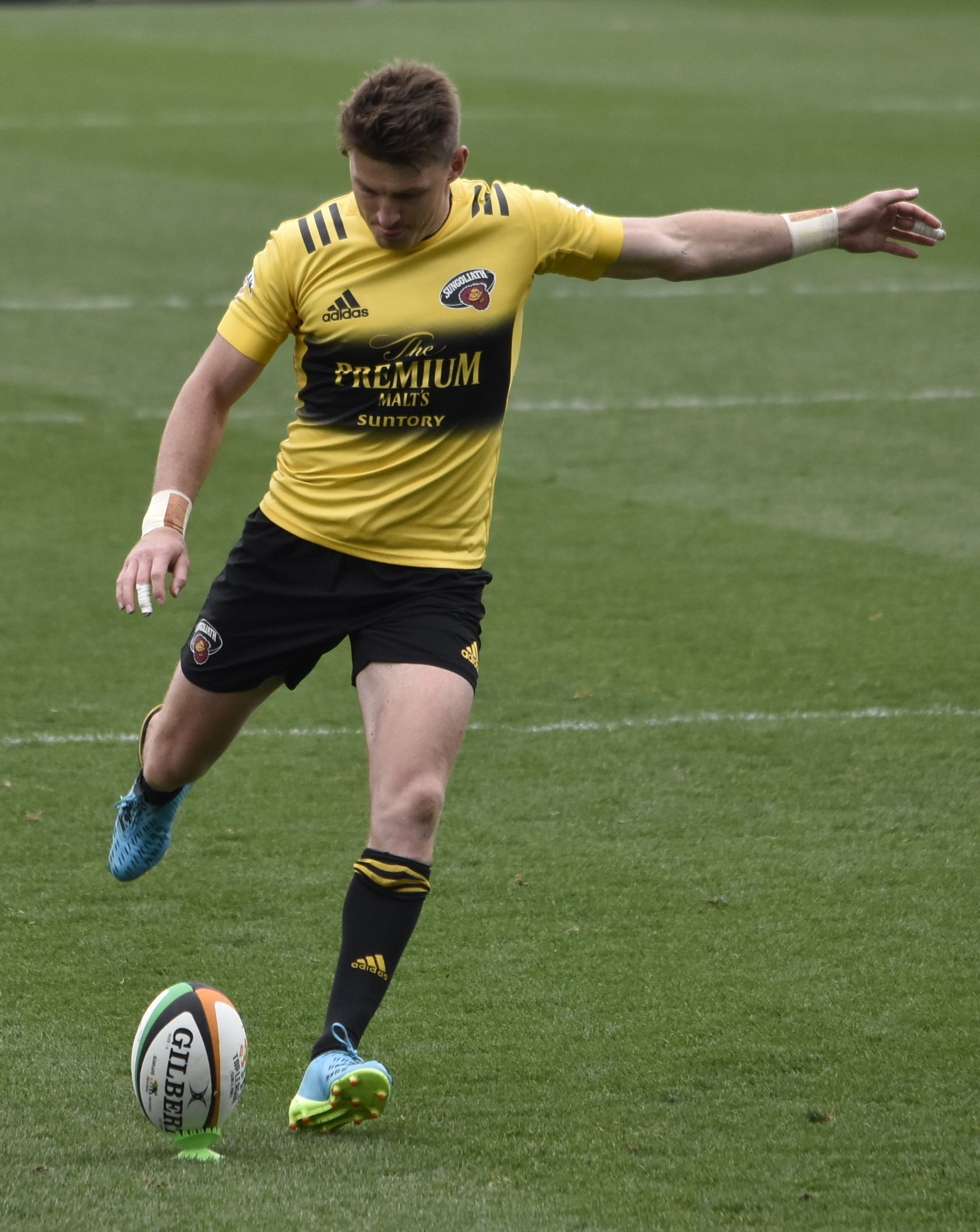
同左